# Rắn má Cúc
Rắn má Cúc hay rắn trán Cúc, tên khoa học Opisthotropis cucae, là một loài rắn trong họ Rắn nước. Loài này được các nhà sinh vật học Patrick David, Phạm Thế Cường, Nguyễn Quảng Trường & Thomas Ziegler mô tả khoa học đầu tiên năm 2011. Chúng được đặt tên theo tên của nhà lưỡng cư học người Việt Hồ Thu Cúc.
Loài rắn này là loài đặc hữu của Kon Tum, Việt Nam.